# 南山区 (鶴崗市)
南山区（なんざん-く）は中華人民共和国黒竜江省鶴崗市に位置する市轄区。

## 行政区画
6街道を管轄：
- 街道弁事処：鉄西街道、鉄東街道、六号街道、大陸街道、富力街道、麓林山街道

## 教育

### 大学
- 鶴崗鉱業局職工大学（中国語版）

## 交通

### 道路
- 国道
  -  G201国道

- 省道
  -  101省道

## 健康・医療・衛生
- 鶴崗市南山区人民医院